# Ornebius angustus
Ornebius angustus är en insektsart som beskrevs av Sigfrid Ingrisch 2006. Ornebius angustus ingår i släktet Ornebius och familjen Mogoplistidae. Inga underarter finns listade i Catalogue of Life.